# Pachylophus exiguus
Pachylophus exiguus là một loài thực vật có hoa trong họ Anh thảo chiều. Loài này được (A. Gray) Rydb. mô tả khoa học đầu tiên năm 1903.